# SN 2003V
SN 2003V – supernowa typu Ia odkryta 16 stycznia 2003 roku w galaktyce A030543-0124. W momencie odkrycia miała maksymalną jasność 18,20m.